# Kamendaka perplexa
Kamendaka perplexa är en insektsart som först beskrevs av Metcalf 1954.  Kamendaka perplexa ingår i släktet Kamendaka och familjen Derbidae. Inga underarter finns listade i Catalogue of Life.